# Штрайт, Марк
Марк Штрайт (нем. Mark Streit; 11 декабря 1977, Энглисберг, Швейцария) — швейцарский хоккеист, защитник. Один из ключевых игроков сборной Швейцарии конца 1990-х годов и 2000-х годов, капитан сборной, участник четырёх Олимпиад и более 10 чемпионатов мира. Обладатель Кубка Стэнли 2017 в составе «Питтсбург Пингвинз».
На драфте НХЛ 2004 года в возрасте 26 лет был выбран в 9-м раунде под общим 262-м номером клубом «Монреаль Канадиенс», где играл в 2005—2008 гг.
1 июля 2008 года подписал контракт с «Нью-Йорк Айлендерс», где стал капитаном команды в 2011 году. За «Айлендерс» выступал под 2-м номером. 4 сезона подряд (2006—2010) забрасывал не менее 10 шайб и делал не менее 25 передач. Сезон 2010/11 пропустил из-за травмы плеча, полученной на предсезонной тренировке.
12 июня 2013 года, незадолго до окончания срока действия контракта, права на Штрайта были обменяны в «Филадельфию Флайерз» на право выбора в четвёртом раунде драфта 2014 года. С «Флайерз» Марк подписал 4-летний контракт на $21 млн.
В дедлайн сезона 2016/17 Штрайт был обменян в «Питтсбург Пингвинз» транзитом через «Тампу-Бэй Лайтнинг». «Филадельфия» получила Валттери Филппулу, выборы в 4 и 7 раундах драфта 2017 года; «Болтс» – выбор в 4 раунде драфта 2018 года. Вместе с «Питтсбургом» завоевал Кубок Стэнли, при этом сыграл лишь в 3 матчах в финале Восточной конференции против «Оттавы Сенаторз».
Помимо выступлений за сборную Швейцарии сыграл на Кубке мира 2016 за сборную Европы, с которой дошёл до финала турнира.
30 октября 2017 года объявил о завершении своей игровой карьеры.

## Статистика
```
                                            
                                            --- Regular Season ---  ---- Playoffs ----
Season   Team                        Lge    GP    G    A  Pts  PIM  GP   G   A Pts PIM
--------------------------------------------------------------------------------------
1995-96  Fribourg-Gotteron           Swiss  33    2    2    4    6
1996-97  Davos                       Swiss  46    2    9   11   18
1997-98  Ambri-Piotta                Swiss   2    0    0    0    0
1997-98  Davos                       Swiss  38    4   10   14   14
1998-99  Davos                       Swiss  44    7   18   25   42
1999-00  Tallahassee Tiger Sharks    ECHL   14    0    5    5   16  --  --  --  --  --
1999-00  Springfield Falcons         AHL    43    3   12   15   18   5   0   0   0   2
1999-00  Utah Grizzlies              IHL     1    0    1    1    2  --  --  --  --  --
2000-01  Zurich                      Swiss  44    5   11   16   48  16   2   5   7  37
2001-02  Zurich                      Swiss  28    7   16   23   36
2002-03  Zurich                      Swiss  37    4   20   24   62
2003-04  Zurich                      Swiss  48   12   24   36   78  13   5   2   7  14
2004-05  Zurich                      Swiss  44   14   29   43   46  15   4  11  15  20
2005-06  Montreal Canadiens          NHL    48    2    9   11   28   1   0   0   0   0
2006-07  Montreal Canadiens          NHL    76   10   26   36   14  --  --  --  --  --
2007-08  Montreal Canadiens          NHL    81   13   49   62   28  11   1   3   4   8
2008-09  New York Islanders          NHL    74   16   40   56   62  --  --  --  --  --
2009-10  New York Islanders          NHL    82   11   38   49   48  --  --  --  --  --
2010-11  New York Islanders          NHL    --   --   --   --   --  --  --  --  --  --
2011-12  New York Islanders          NHL    82    7   40   47   46  --  --  --  --  --
2012-13  Bern 	                     NLA    32	  7   19   26	30  --  --  --  --  --
2012-13  New York Islanders          NHL    48    6   21   27   22   6   2   3   5   4
2013-14  Philadelphia Flyers         NHL    82   10   34   44   44   7   1   2   3   0
2014-15  Philadelphia Flyers         NHL    81    9   43   52   36  --  --  --  --  --
2015-16  Philadelphia Flyers         NHL    62    6   17   23   18   6   0   1   1   6
2016-17  Philadelphia Flyers         NHL    49    5   16   21   22  --  --  --  --  --
2016-17  Pittsburgh Penguins         NHL    19    1    5    6    6   3   0   2   2   0
2017-18  Montreal Canadiens          NHL     2    0    0    0    0  --  --  --  --  --
--------------------------------------------------------------------------------------
         NHL Totals                        786   96  338  434  374  34   4  11  15  18

```